# Be My Baby
«Be My Baby» es una canción de 1963 compuesta por Phil Spector, Jeff Barry, y Ellie Greenwich, interpretada por The Ronettes y producida por Phil Spector. Cuando fue lanzado como sencillo, la canción alcanzó el número 2 en la lista estadounidense Billboard Hot 100, y el número 4 en la lista británica Record Retailer.
Comúnmente citada como la cúspide del muro de sonido de Phil Spector, «Be My Baby» es una de las canciones más famosas y más admiradas de su época. El crítico Jason Ankeny ha escrito: «Ni más ni menos que Brian Wilson ha declarado [¿cuándo?]que “Be My Baby” es la mejor canción pop grabada en la historia, punto.». Según el sitio agregador de listas Acclaimed Music, es la 7.ª canción más aclamada por los críticos de todos los tiempos.
En su autobiografía, la vocalista principal Ronnie Spector cuenta que estaba de gira con Joey Dee and the Starlighters cuando «Be My Baby»" fue incluida por Dick Clark en la American Bandstand como «el disco del siglo».
La batería está tocada por Hal Blaine. Darlene Love y Cher fueron parte del coro.

## Legado e influencia
La parte de batería con la que comienza la canción ha sido usada para otras muchas canciones de éxito, tales como "Say Goodbye to Hollywood" (1976) de Billy Joel, "You Took the Words Right Out of My Mouth" (1977) de Meat Loaf, "Heat of the Moment" (1982) de Asia, "Glory Days" (1984) de Bruce Springsteen, "The Phantom of the Opera" (1986) de Andrew Lloyd Webber, "The Bucket" (2004) de Kings of Leon, "A Violent Yet Flammable World" (2007) de Au Revoir Simone, o "Hair" (2011) de Lady Gaga.
Brian Wilson considera su canción "Don't Worry Baby" (interpretada por The Beach Boys) como la respuesta masculina a esta canción. A raíz de esto se llegó a decir que Wilson escuchaba esta canción 100 veces al día. Phil Spector dijo una vez de Brian Wilson: "Me gustaría tener un centavo por cada porro que se ha fumado intentando averiguar como conseguí el sonido de 'Be My Baby'."
La canción suena en el inicio de la película Mean Streets de Martin Scorsese y en el de Dirty Dancing de Emile Ardolino.
Por otro lado el cantante Eddie Money en su álbum Can't Hold Back de 1986 hace una pequeña referencia a "Be My Baby" en su canción "Take Me Home Tonight".
El sencillo suena como música de fondo en la última escena del primer episodio de la segunda temporada de Scream Queens, en la que se ve a The Green Meanie decapitar a Catherine. También suena al final del décimo episodio de la tercera temporada de Bates Motel.

## Versiones de otros artistas
- En 1963, Les Surfs grabó una versión en español
- En 1973, John Lennon grabó una versión de la canción, producida por Phil Spector, que recién sería publicada en 1998 en el disco Anthology.[7]
- En 1992, el grupo infantil mexicano La Onda Vaselina grabó una versión en español titulada "Tu serás mi baby" para su disco Dulces para ti.
- En 2000, el grupo argentino Sui Generis incluyó una versión en castellano en su disco de regreso Sinfonías para adolescentes.
- En 2000, versión de la cantante, compositora y productora danesa Whigfield del álbum Whigfield III.
- En diciembre de 2013, el músico estadounidense Frank Iero publicó en su EP For Jamia... una versión de «Be my baby».[8]
- En 2013, la cantante dominicana Leslie Grace público una versión de la canción donde mezcla el pop y la bachata en su disco Leslie Grace.
- En 2013, versión del cantante, compositor y actor canadiense Michael Bublé.
- En 2014, la cantante, actriz, comediante y productora estadounidense Bette Midler graba una versión incluida en su disco de versiones de temas famosos de grandes grupos.
- En 2022, el músico, productor e ingeniero de sonido Alan Parsons graba una versión con la que cierra su disco "From the New World".